# Caméra d'or
Ne doit pas être confondu avec Goldene Kamera.
La Caméra d'or est une récompense cinématographique créée par le délégué général du Festival de Cannes, Gilles Jacob, dès sa première année en fonction, pour récompenser le meilleur premier film de toutes les sections du Festival, remise depuis l'édition 1978 du Festival pour encourager de jeunes artistes au talent prometteur. 

## Modalités

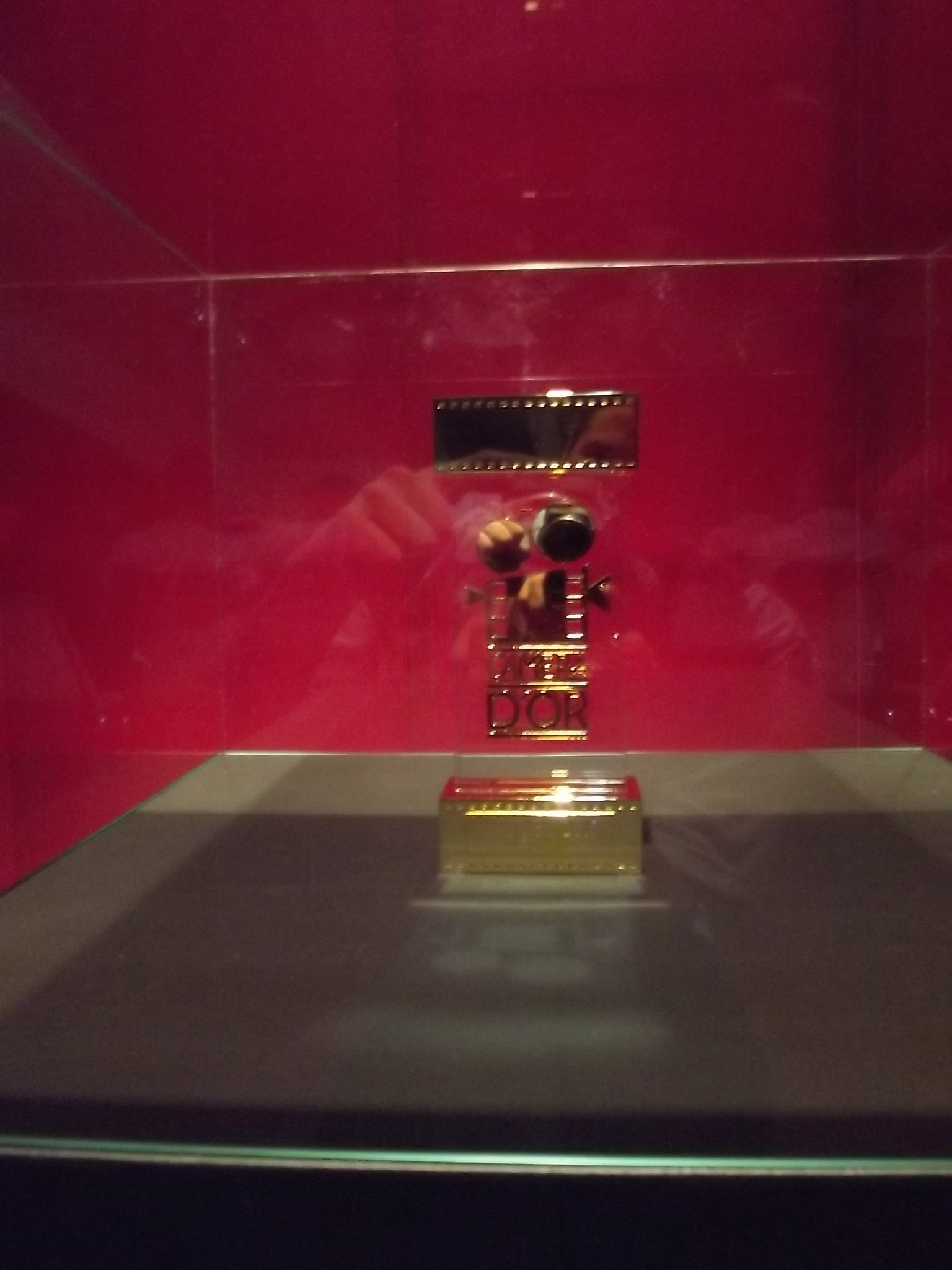
Trophée de la Caméra d'or pour La Terre et l'Ombre.

La Caméra d'or récompense le meilleur premier long métrage de toutes les sections du festival, excepté l'ACID.
Il s'agit en premier lieu de toutes les sections de la sélection officielle : la compétition, la section Un certain regard, les films hors compétition ou en séances spéciales ainsi que les documentaires présentés à Cannes Classics,,.
Les premiers films présentés dans les sections parallèles de la Semaine de la critique (qui ne sélectionne que des premiers ou seconds films) et de la Quinzaine des cinéastes, y compris l'ancienne section Perspectives du cinéma français, sont éligibles.

## Historique
De 1978 à 1982, le prix est désigné par un vote des critiques présentes à Cannes, mais le nombre de films à voir est trop important. Le délégué craint que plusieurs critiques votent en fonction du copinage sans avoir vu l'intégralité des films éligibles.
Le jury de la caméra d'or est créé en 1983, et est composé de 6 à 8 personnes. Il accueille des cinéphiles, des chefs-opérateurs et des journalistes, ce que ne fait plus le jury de la compétition. Parmi les jurés, figurent les représentants de la Société des Réalisateurs de Films et du Syndicat français de la critique de cinéma, respectivement les institutions gérantes de la Quinzaine des cinéastes et de la Semaine de la critique. Les victoires ex-æquo ne sont plus autorisées par le règlement, s'il y a égalité, le président du jury dispose d'une voix double,.
Le prix est remis lors de la cérémonie de clôture du Festival, sous forme de trophée, créé par le bijoutier Chopard. Une précédente forme du trophée le représentait sous forme de pellicule. Précédemment, le lauréat gagnait de la pellicule et une caméra Aaton 16 mm pour faire des repérages mais Gilles Jacob reconnait qu'elles étaient peu utilisées.

## Palmarès
| Édition         | Titre | Réalisateur                                      | Pays                             | Sélection au Festival de Cannes |
| --------------- | --- | ------------------------------------------------ | -------------------------------- | ------------------------------- |
| 1978            | Alambrista! | Robert Milton Young                              | États-Unis                       | Semaine de la critique          |
| 1979            | Northern Lights | John Hanson et Rob Nilsson                       | États-Unis                       | Semaine de la critique          |
| 1980            | Histoire d'Adrien | Jean-Pierre Denis                                | France                           | Semaine de la critique          |
| 1981            | Desperado City | Vadim Glowna                                     | Allemagne de l'Ouest             | Quinzaine des Réalisateurs      |
| 1982            | Mourir à trente ans | Romain Goupil                                    | France                           | Semaine de la critique          |
| 1983            | La Princesse (Adj király katonát) | Pal Erdoss                                       | Hongrie                          | Semaine de la critique          |
| 1984            | Stranger Than Paradise | Jim Jarmusch                                     | États-Unis                       | Quinzaine des Réalisateurs      |
| 1985            | Oriana | Fina Torres                                      | Venezuela                        | Un Certain Regard               |
| 1986            | Noir et Blanc | Claire Devers                                    | France                           | Perspectives du cinéma français |
| 1987            | Les Tribulations de mon grand-père anglais au pays des bolchéviks (რობინზონიადა ანუ ჩემი ინგლისელი პაპა, Robinzoniada, anu chemi ingliseli Papa) | Nana Djordjadze                                  | Union soviétique                 | Un Certain Regard               |
| 1988            | Salaam Bombay! (सलाम बॉम्बे!) | Mira Nair                                        | Inde                             | Quinzaine des Réalisateurs      |
| 1989            | Mon XXe siècle (Az én XX. századom) | Ildikó Enyedi                                    | Hongrie                          | Un Certain Regard               |
| 1990            | Bouge pas, meurs, ressuscite (Замри, умри, воскресни, Zamri, umri, voskresni!)                                                                   | Vitali Kanevski                                  | Russie                           | Un Certain Regard               |
| 1991            | Toto le héros | Jaco Van Dormael                                 | Belgique                         | Quinzaine des Réalisateurs      |
| 1992            | Mac | John Turturro                                    | États-Unis                       | Quinzaine des Réalisateurs      |
| 1993            | L'Odeur de la papaye verte (Mùi đu đủ xanh) | Trần Anh Hùng                                    | France Viêt Nam                  | Un Certain Regard               |
| 1994            | Petits Arrangements avec les morts | Pascale Ferran                                   | France                           | Quinzaine des Réalisateurs      |
| 1995            | Le Ballon blanc (بادکنک سفيد, Badkonake sefid)                                                                                                   | Jafar Panahi                                     | Iran                             | Quinzaine des Réalisateurs      |
| 1996            | Love Serenade | Shirley Barrett                                  | Australie                        | Un Certain Regard               |
| 1997            | Suzaku (萌の朱雀, Moe no suzaku) | Naomi Kawase                                     | Japon                            | Quinzaine des Réalisateurs      |
| 1998            | Slam | Marc Levin                                       | États-Unis                       | Quinzaine des Réalisateurs      |
| 1999            | Le Trône de la mort (മരണസിംഹാസനം, Marana Simhasanam)                                                                                                 | Murali Nair                                      | Inde                             | Un Certain Regard               |
| 2000 (ex æquo)  | Djomeh | Hassan Yekpatanah                                | Iran France                      | Un Certain Regard               |
| 2000 (ex æquo)  | Un temps pour l'ivresse des chevaux (زمانی برای مستی اسبها, Zamāni barāye masti-ye asbhā)                                                        | Bahman Ghobadi                                   | Iran                             | Quinzaine des Réalisateurs      |
| 2001            | Atanarjuat (ᐊᑕᓈᕐᔪᐊᑦ) | Zacharias Kunuk                                  | Canada                           | Un Certain Regard               |
| 2002            | Bord de mer | Julie Lopes-Curval                               | France                           | Quinzaine des Réalisateurs      |
| 2003            | Reconstruction | Christoffer Boe                                  | Danemark                         | Semaine de la critique          |
| 2004            | Mon trésor (אור, Or) | Keren Yedaya                                     | Israël                           | Semaine de la critique          |
| 2005 (ex æquo ) | La Terre abandonnée (Sulanga Enu Pinisa) | Vimukthi Jayasundara                             | Sri Lanka                        | Un Certain Regard               |
| 2005 (ex æquo ) | Moi, toi et tous les autres (Me and You and Everyone we Know)                                                                                    | Miranda July                                     | États-Unis                       | Semaine de la critique          |
| 2006            | 12 h 08 à l'est de Bucarest (A fost sau n-a fost?)                                                                                               | Corneliu Porumboiu                               | Roumanie                         | Quinzaine des Réalisateurs      |
| 2007            | Les Méduses (מדוזות, Meduzot) | Etgar Keret et Shira Geffen                      | Israël                           | Semaine de la critique          |
| 2008            | Hunger | Steve McQueen                                    | Irlande                          | Un Certain Regard               |
| 2009            | Samson et Delilah (Samson & Delilah) | Warwick Thornton                                 | Australie                        | Un Certain Regard               |
| 2010            | Année bissextile (Año bisiesto) | Michael (Leslie) Rowe                            | Mexique                          | Quinzaine des Réalisateurs      |
| 2011            | Les Acacias (Las acacias) | Pablo Giorgelli                                  | Argentine                        | Semaine de la critique          |
| 2012            | Les Bêtes du Sud sauvage (Beasts of the Southern Wild)                                                                                           | Benh Zeitlin                                     | États-Unis                       | Un Certain Regard               |
| 2013            | Ilo Ilo (爸妈不在家) | Anthony Chen                                     | Singapour                        | Quinzaine des Réalisateurs      |
| 2014            | Party Girl | Marie Amachoukeli, Claire Burger et Samuel Theis | France                           | Un Certain Regard               |
| 2015            | La Terre et l'Ombre (La Tierra y la Sombra) | César Augusto Acevedo                            | Colombie                         | Semaine de la critique          |
| 2016            | Divines | Houda Benyamina                                  | France                           | Quinzaine des Réalisateurs      |
| 2017            | Jeune Femme | Léonor Serraille                                 | France                           | Un Certain Regard               |
| 2018            | Girl | Lukas Dhont                                      | Belgique                         | Un Certain Regard               |
| 2019            | Nuestras madres | César Diaz                                       | Guatemala                        | Semaine de la critique          |
| 2021            | Murina | Antoneta Alamat Kusijanović                      | Croatie                          | Quinzaine des Réalisateurs      |
| 2022            | War Pony | Riley Keough et Gina Gammell                     | États-Unis                       | Un Certain Regard               |
| 2023            | L'Arbre aux papillons d'or (Inside the Yellow Cocoon Shell)                                                                                      | Thien An Pham                                    | Viêt Nam                         | Quinzaine des cinéastes         |
| 2024            | La Convocation (Armand) | Halfdan Ullmann Tøndel                           | Norvège Pays-Bas Allemagne Suède | Un Certain Regard               |
| 2025            | The President's Cake | Hasan Hadi                                       | Irak Qatar                       | Quinzaine des cinéastes         |

### Mention spéciale
Certains films n'ayant pas eu la Caméra d'or ont une mention spéciale remise par le jury.
| Édition | Titre                                                | Réalisateur                  | Pays                | Sélection au Festival de Cannes |
| ------- | ---------------------------------------------------- | ---------------------------- | ------------------- | ------------------------------- |
| 1989    | Le Dernier Voyage de Waller (Wallers letzter Gang)   | Christian Wagner             | Allemagne           | Semaine de la critique          |
| 1989    | Piravi (പിറവി)                                         | Shaji N. Karun               | Inde                | Un Certain Regard               |
| 1990    | Le Temps des Larbins (Cas dluhu)                     | Irena Pavlásková             | République tchèque  | Semaine de la critique          |
| 1990    | Farendj                                              | Sabine Prenczina             | France              | Perspectives du cinéma français |
| 1991    | Proof                                                | Jocelyn Moorhouse            | Australie           | Quinzaine des Réalisateurs      |
| 1991    | Sam and Me                                           | Deepa Mehta                  | Inde                | Semaine de la critique          |
| 1993    | Friends                                              | Elaine Proctor               | Afrique du Sud      | Compétition                     |
| 1994    | Les Silences du palais (Samt el qusur)               | Moufida Tlatli               | France Tunisie      | Quinzaine des Réalisateurs      |
| 1995    | Denise au téléphone                                  | Hal Salwen                   | États-Unis          | Semaine de la critique          |
| 1997    | La Vie de Jésus                                      | Bruno Dumont                 | France              | Quinzaine des Réalisateurs      |
| 2002    | Japón                                                | Carlos Reygadas              | Espagne Mexique     | Quinzaine des Réalisateurs      |
| 2003    | Osama (أسامة)                                        | Siddiq Barmak                | Afghanistan         | Quinzaine des Réalisateurs      |
| 2004    | Passages (Lu Chen)                                   | Yang Chao                    | Chine               | Un Certain Regard               |
| 2004    | Khab é Talkh                                         | Mohsen Amiryoussefi          | Iran                | Quinzaine des Réalisateurs      |
| 2007    | Control                                              | Anton Corbijn                | Royaume-Uni         | Quinzaine des Réalisateurs      |
| 2008    | Ils mourront tous sauf moi (Vse umrut, a ya ostanus) | Valeria Gaï Germanica        | Russie              | Semaine de la critique          |
| 2009    | Ajami                                                | Yaron Shani et Scandar Copti | Israël              | Quinzaine des Réalisateurs      |
| 2022    | Plan 75                                              | Chie Hayakawa                | Japon               | Un certain regard               |
| 2025    | My Father's Shadow (en)                              | Akinola Davies Jr            | Nigeria Royaume-Uni | Un certain regard               |

## Récompense multiples

### Par pays
- 10 Caméras d'or :  France
- 8 Caméras d'or :  États-Unis
- 3 Caméras d'or :  Iran
- 2 Caméras d'or :  Allemagne,  Australie,  Belgique,  Hongrie,  Inde,  Israël

### Par sélections
- Un certain regard : 16 lauréats
- Quinzaine des cinéastes : 16 lauréats
- Semaine de la critique : 12 lauréats
- Perspectives du cinéma Français : un lauréat

Aucune Caméra d'or à ce jour fut projeté en compétition officielle. Car même si un premier film peut concourir en compétition officielle, cela reste rare car la section concerne principalement des cinéastes expérimentés. Cependant, le jury de la compétition officielle, distinct du jury de la Caméra d'or, récompensa plusieurs premiers films : la Palme d'or 1989, Sexe, Mensonges et Vidéo, Le Fils de Saul, Grand Prix 2015, Atlantique, Grand Prix 2019 et Les Misérables, Prix du jury 2019,.